# 泰薩利特省

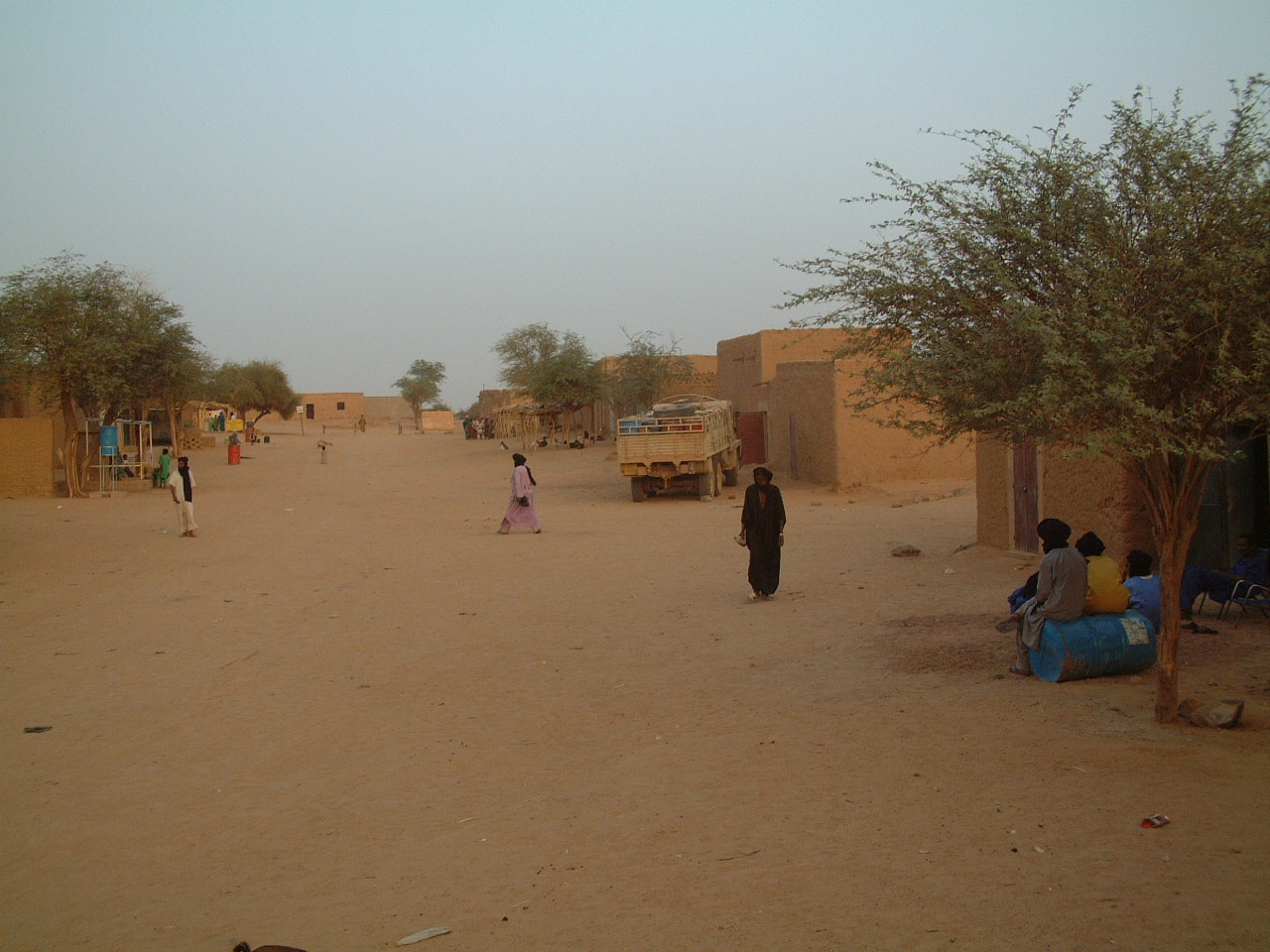

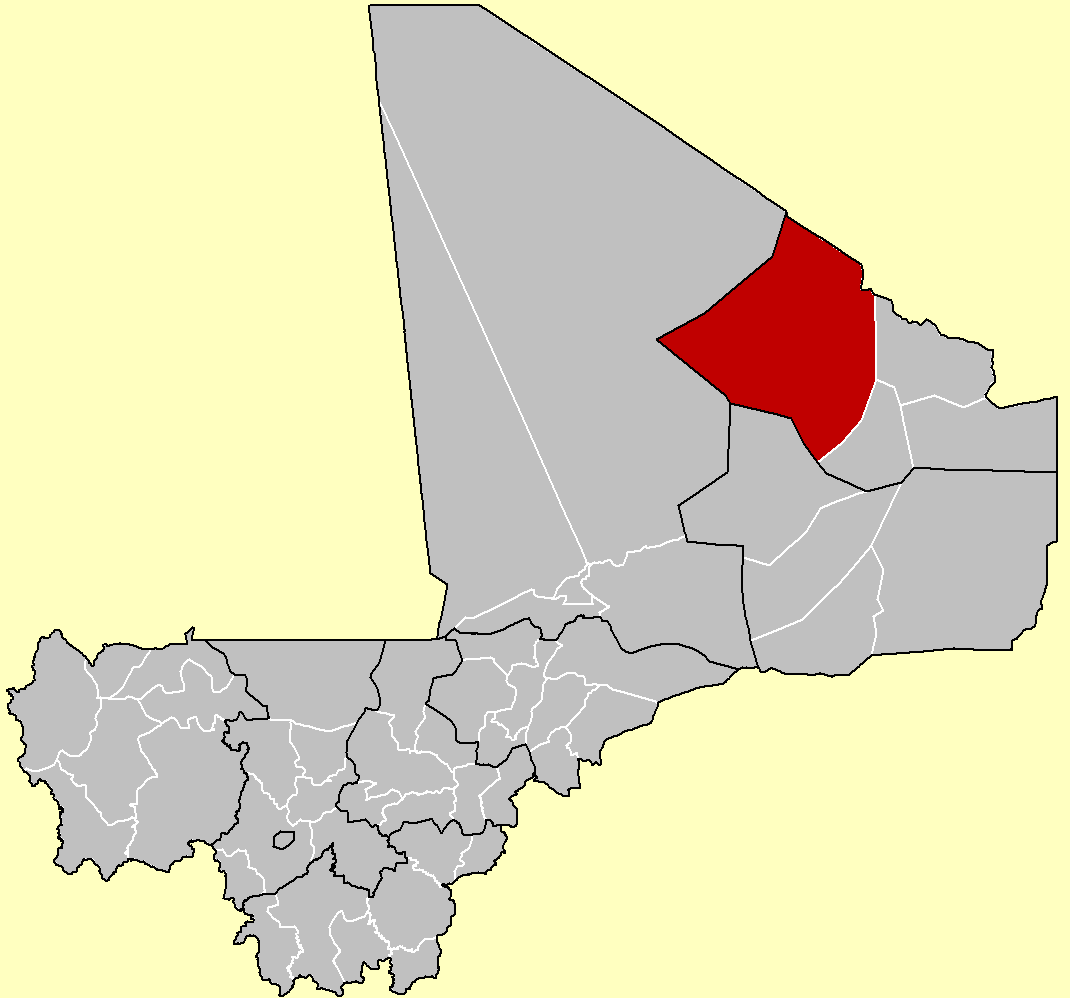

泰薩利特省（法語：Cercle de Tessalit）是馬里的省份，位於該國東北部，由基達爾區負責管轄，首府設於泰薩利特，面積39,000平方公里，2009年人口16,289，人口密度每平方公里0.42人。